# David McNally (politologue)
Pour les articles homonymes, voir David McNally et McNally.
David J. McNally (né le 1er juillet 1953) est un politologue et activiste marxiste canadien, actuellement professeur de science politique à l'Université York de Toronto.
Conférencier distingué en économie politique, son approche est marquée par le marxisme. Il est par ailleurs membre des International Socialists et du New Socialist Group.

## Biographie
David McNally nait le 1er juillet 1953 dans une famille catholique irlandaise plutôt libérale, dans une petite ville au Nord de Toronto.
Il est marqué dans sa jeunesse par la musique se rattachant aux diverses formes de protestations sociales : le mouvement des droits civiques aux États-Unis, le mouvement Black Power ou la mobilisation contre la guerre du Vietnam , ceci pouvant être notamment perçu par le Toronto Rock and Roll Revival Festival qui a lieu en 1969.
Profondément touché par la fusillade de l'université d'État de Kent en mai 1970, il va manifester devant l'ambassade américaine de Toronto avec des milliers d'autres personnes. À partir de ce moment, il s'insère dans diverses organisations étudiantes activistes, pacifistes et pro-démocratiques.
Ayant quitté le lycée, il ne réalise pas le cours pré-universitaire de l'Ontario qui peut lui permettre d'entrer à l'université et va donc s'inscrire à la récente Evergreen State College qui dispose d'un programme et d'une méthode d'enseignement novateurs. Là-bas, il forme un comité pour la libération d'Angela Davis en 1971. 
À cause de l'augmentation des frais de scolarité pour les étrangers et de problèmes familiaux, McNally retourne à Toronto où il s'inscrit à la York University, y trouvant un cursus de pensée sociale et politique assez radical. Il parachèvera ses études par un doctorat en 1983, thèse qui sera plus tard publiée sous le titre de Political Economy and the Rise of Capitalism (1988), examinant les économistes classiques des XVIIe et XVIIIe siècles, en particulier Adam Smith, et leur compréhension de l'émergence du capitalisme agraire. Depuis 1983, il est professeur au département de science politique au sein de cette université.
Ses contributions à l'économie politique comprennent des analyses de l'économie politique classique et radicale et des théories matérialistes de la langue et de la culture. Il a écrit sur le marxisme, le féminisme socialiste et les luttes anti-racistes et anti-capitalistes, ainsi que sur la théorie démocratique.
Parallèlement à ses activités universitaires, McNally est actif politiquement et prend position sur de nombreux sujets. Il a été membre du Waffle, un groupe de militants du NPD proposant par exemple la nationalisation des industries d'extraction des ressources naturelles ou la souveraineté du Québec, supporte la Ontario Coalition Against Poverty, le réseau No One is Illegal œuvrant pour le droit d'asile, la Coalition Against Israeli Apartheid ou encore la Greater Toronto Workers Assembly.

## Publications
McNally a publié plusieurs livres souvent traduits en plusieurs langues :
- Monsters of the Market: Zombies, Vampires and Global Capitalism, Boston: Brill, 2011
- Global Slump: The Economics and Politics of Crisis and Resistance, Oakland, CA: PM Press, 2010 (traduit de l'anglais par J. Martineau, Panne Globale : crise, austérité et croissance, Montréal : Écosociété, 2013)
- Another World is Possible: Globalization and Anti-Capitalism, Winnipeg: ArbeiterRing Publishing, 2005 (2e édition révisée en 2007)
- Bodies of Meaning: Studies on Language, Labor, and Liberation, Albany: State University of New York Press, 2000
- Against the Market: Political Economy, Market Socialism and the Marxist Critique, London: Verso, 1993
- "Intersections et dialectique : reconstructions critiques des théories de la reproduction sociale" dans Tithi Bhattacharya (dir.), Avant 8 heures, après 17 heures, Capitalisme et reproduction sociale, Toulouse, éditions blast, 2020.